# 內子站
內子站（日语：／ Uchiko eki */?）是位在日本愛媛縣喜多郡內子町、隸屬於四國旅客鐵道（JR四國）的鐵路車站。車站編號為U10。現時停靠各等級的列車。
本站最初只是日本國鐵時代的予讚本線中的支線內子線的總站，後來日本國鐵希望將路線提速及縮短行車時間，於是決定在伊予市的向井原站起，向內陸新建造一條路軌，並將內子線連接起來，而內子線的分岔位置，也由原來的五郎站遷移至伊予大洲站，整段路段稱為「予讚本線新線」，或稱作「內山線」，甚至簡稱為「山線」。工程完成後，所有特急列車亦改以新路來回松山市及宇和島市，而本站亦昇格成為特急停車站。不過一提的是，現時內子站和位置和原本的車站並不相同，兩者相距大約200米。
雖然在正式名稱上，本站向西的一段仍稱作「內子線」，但實際上運行模式已與予讚線一體化，而計算距離時，亦以新線路作為車費的釐定標準。

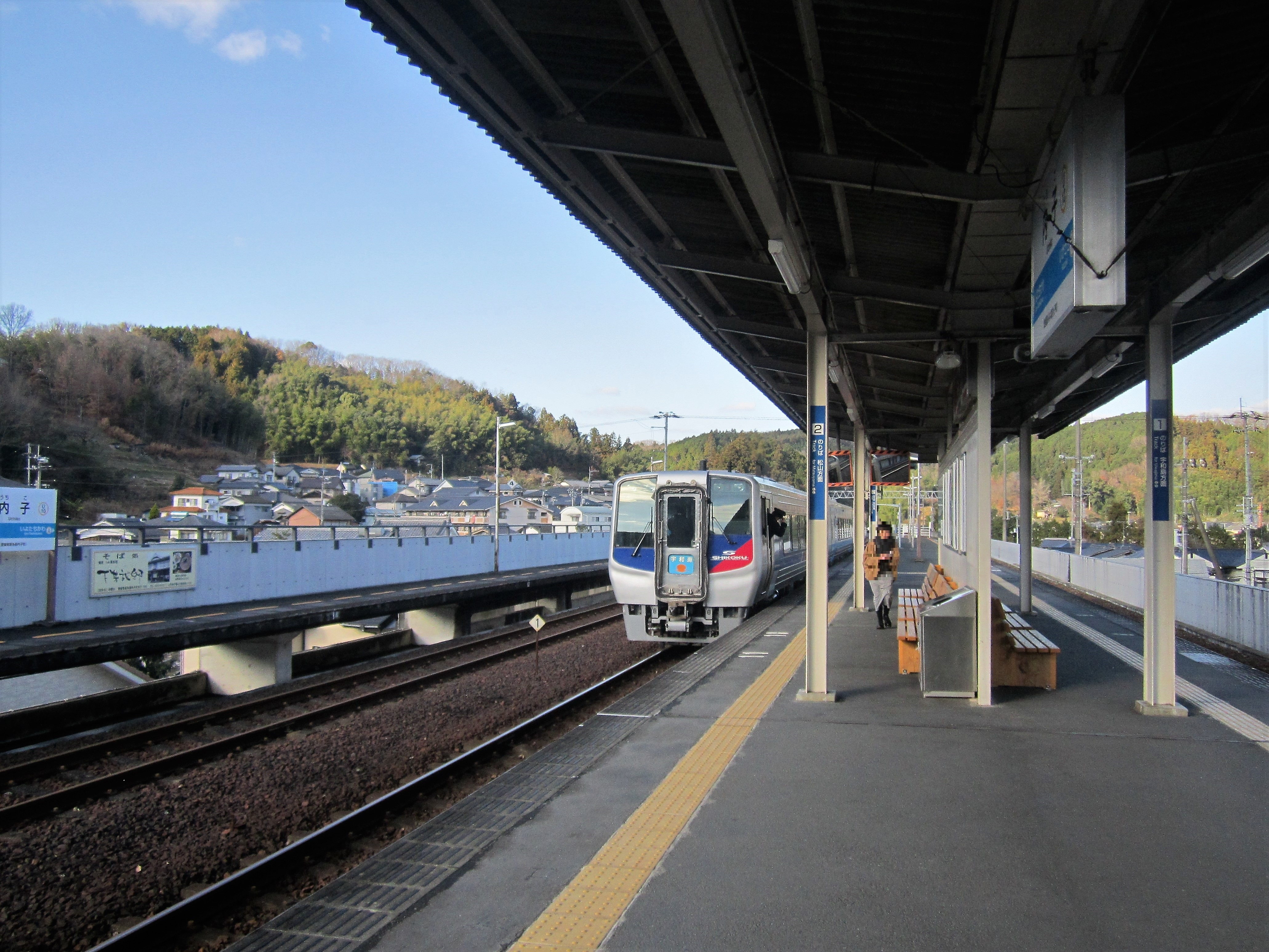
月台（2019年12月）

## 車站結構
現時使用為第二代站舍，是單層水泥及鋼筋所搭建而成的新式車站，規模較小，只設有附設綠窗口及票務處的站務員室、候車大堂、自動售票機及洗手間。通過人手閘口後，會離開站舍部份，沿位處高架月台下的通道可以到達樓梯口或升降機口。
至於第1代車站，為木製單層建築，設有站長室、票務處、候車大堂等設施。1985年11月起停用。站舍後來被拆卸，改建為內子自治中心（内子自治センター），而在中心外圍則豎立了一根石柱，寫上「國鐵舊內子站跡」（国鉄 旧内子駅 跡）七個字。
設有島式月台及側式月台各1個，提供2面3線的配置，當中島式月台能對應8輛編成的列車，有效長度亦比8輛稍長，因此作為特急列車停靠的主要月台；側式月台有效長度只有4輛，只供普通列車需要備車時才使用。
島式月台設有樓梯及升降機供上落，而側式月台則只有樓梯。

### 月台配置
| 月台 | 路線            | 方向 | 目的地                       | 備註                  |
| ---- | --------------- | ---- | ---------------------------- | --------------------- |
| 1    | ■內子線、予讚線 | 下行 | 伊予大洲、八幡濱、宇和島方向 |                       |
| 2、3 | ■予讚線         | 上行 | 伊予市、松山、高松、岡山方向 | 3號月台只限一部分普通 |

## 相鄰車站
四國旅客鐵道（JR四國）
■予讚線
■特急「宇和海」（大部份）
伊予市（U05） - 內子（U10） - 伊予大洲（U14）
■特急「宇和海」2、4、6、23、25、27、31號
伊予中山（U08） - 內子（U10） - 伊予大洲（U14）
■普通
伊予立川（U09）－內子（U10）－五十崎（U11）

## 外部連結
- JR四國內子站（舊版本存檔）（日語）